# Championnats du monde de badminton 1995
Navigation
Birmingham 1993 Glasgow 1997
Les 9e Championnats du monde de badminton se sont tenus du 22 au 28 mai 1995 à la Patinoire de Malley à Lausanne en Suisse. La compétition a été organisée par la fédération internationale de badminton.

## Résultats
| Épreuve       | Or                             | Argent                               | Bronze                             |
| ------------- | ------------------------------ | ------------------------------------ | ---------------------------------- |
| Simple hommes | Heryanto Arbi                  | Park Sung-woo                        | Poul-Erik Høyer Larsen             |
| Simple hommes | Heryanto Arbi                  | Park Sung-woo                        | Thomas Stuer-Lauridsen             |
| Simple dames  | Ye Zhaoying                    | Han Jingna                           | Susi Susanti                       |
| Simple dames  | Ye Zhaoying                    | Han Jingna                           | Bang Soo-hyun                      |
| Double hommes | Rexy Mainaky et Ricky Subagja  | Jon Holst-Christensen et Thomas Lund | Cheah Soon Kit et Yap Kim Hock     |
| Double hommes | Rexy Mainaky et Ricky Subagja  | Jon Holst-Christensen et Thomas Lund | Kim Dong-moon et Yoo Yong-sung     |
| Double dames  | Gil Young-ah et Jang Hye-ock   | Finarsih et Lili Tampi               | Qin Yiyuan et Tang Yongshu         |
| Double dames  | Gil Young-ah et Jang Hye-ock   | Finarsih et Lili Tampi               | Helene Kirkegaard et Rikke Olsen   |
| Double mixte  | Thomas Lund et Marlene Thomsen | Jens Eriksen et Helene Kirkegaard    | Jan Eric Antonsson et Astrid Crabo |
| Double mixte  | Thomas Lund et Marlene Thomsen | Jens Eriksen et Helene Kirkegaard    | Liu Jianjun and Ge Fei             |

## Tableau des médailles
| Rang | Nation       | Or | Argent | Bronze | Total |
| ---- | ------------ | -- | ------ | ------ | ----- |
| 1    | Indonésie    | 2  | 1      | 1      | 4     |
| 2    | Danemark     | 1  | 2      | 3      | 6     |
| 3    | Chine        | 1  | 1      | 2      | 4     |
| 3    | Corée du Sud | 1  | 1      | 2      | 4     |
| 5    | Malaisie     | 0  | 0      | 1      | 1     |
| 5    | Suède        | 0  | 0      | 1      | 1     |